# Immunoterapia specifica
L'immunoterapia specifica, nota anche come vaccino antiallergico o immunoterapia allergene specifica, è un trattamento medico per alcuni tipi di allergie. È utile per le allergie ambientali, le allergie alle punture di insetti, la rinite allergica anche con asma. Il suo vantaggio per le allergie alimentari non è evidente e quindi non viene raccomandata.
Immunoterapia consiste nell'esporre persone di quantità sempre maggiori di allergene nel tentativo di modificare la risposta del sistema immunitario.
Varie meta-analisi hanno concluso come l'immunoterapia specifica sia efficace nel trattamento della rinite allergica nei bambini e negli adulti e nell'asma. Si è dimostrata efficace anche nei casi di poliallergia o di reattività crociata. I benefici possono durare per anni dopo che il trattamento è stato interrotto. È generalmente sicuro ed efficace per la rinite allergica, congiuntivite allergica, forme allergiche di asma e l'allergia alle punture di insetti. L'immunoterapia specifica non è raccomandata come trattamento stand-alone per l'asma o per le allergie alimentari.
Gli effetti collaterali durante il trattamento sono generalmente lievi e locali e di solito possono essere eliminati regolando il dosaggio. L'anafilassi si è verificata in rare occasioni.
Scoperta da Leonard Noon e John Freeman agli inizi del novecento, l'immunoterapia specifica è l'unica terapia nota per affrontare non solo i sintomi, ma anche le cause delle allergie. Una diagnosi dettagliata è necessaria per individuare gli allergeni coinvolti.

## Meccanismo d'azione
L'obiettivo della immunoterapia specifica è di indurre la desensibilizzazione o la tolleranza all'allergene riducendo la sua capacità di attivare la produzione di IgE. I pazienti sono desensibilizzati attraverso la somministrazione di dosi crescenti di allergene che diminuisce gradualmente la risposta IgE-mediata. L'obiettivo di immunoterapia è quello di dirigere la risposta immunitaria da immunità umorale e verso l'immunità cellulare, favorendo in tal modo l'organismo a produrre meno anticorpi IgE e più cellule T regolatorie Th1, che secernono IL-10 e / o TGF-beta, ..
L'immunoterapia specifica produrrebbe anche un aumento degli anticorpi IgG4 allergene-specifici e una diminuzione degli anticorpi IgE allergene-specifici, nonché una diminuzione di mastociti e basofili, due tipi di cellule che partecipano alla reazione allergica.

## Controindicazioni
Per motivi etici e pratici, non è facile condurre studi clinici sulle controindicazioni dell'immunoterapia specifica. La maggior parte degli studi esistenti sono casi osservazionali riportati in letteratura medica. Esistono comunque linee guida di società scientifiche di allergologia e immunologia clinica che riportano anche le controindicazioni, in genere basate sull'opinione di esperti.
- Gravi patologie immunologiche (autoimmunità)
- Immunodeficienza
- Uso di beta-bloccanti[12]
- Neoplasie
- Asma bronchiale non controllato
- Ostruzione irreversibile delle vie aeree
- Gravidanza[13]

## Vie di somministrazione dell'allergene
Sono state studiate diverse vie di somministrazione dell'allergene in grado di ridurre i rischi associati alla somministrazione sottocutanea. Nuove vie di somministrazione meno invasive, transepidermica o epicutaena, o che richiedono dosaggi minori di allergene, intralinfatica, sono oggetto di studio.

### Immunoterapia sottocutanea
L'immunoterapia sottocutanea (in sigla SCIT) è la procedura storica di somministrazione e consiste di iniezioni di estratto allergenico, che devono essere eseguite da un medico. Gli allergeni vengono somministrati, con procedure analoghe ai prick test, in un ambiente medicalmente controllato e seguito da un periodo di osservazione di 30 minuti. Queste iniezioni indolore vengono somministrati per via sottocutanea (sotto la pelle) sul braccio tra il gomito e la spalla. Le iniezioni di allergeni sono inizialmente a dosi molto basse. La dose viene gradualmente aumentata in più settimane, fino al raggiungimento della dose di mantenimento. Una volta che la dose di mantenimento è stata raggiunta, le iniezioni vengono fatte meno frequentemente (ogni due-quattro settimane). Dopo 3 o più anni di immunoterapia, ci si aspetta una protezione a lungo termine. L'immunoterapia sottocutanea ha una efficacia per determinate allergie dimostrata da diversi studi, ma comporta il rischio di reazioni anafilattiche sistemiche..
Di qui la necessità che venga eseguita sotto controllo medico.

### Immunoterapia orale
L'immunoterapia orale (in sigla OIT) comporta l'assunzione dell'allergene per via orale al fine di produrre una tolleranza antigene-specifica indotta nella periferia del tessuto linfatico del tratto digerente. Il rapporto rischio a beneficio per le allergie alimentari non è ben stimato per questo è consigliata solo come un trattamento sperimentale a partire dal 2015.
L'OIT è attualmente oggetto di ricerche come trattamento per una varietà di allergie alimentari comuni, tra cui le arachidi, latte e uova. Vari studi che coinvolgono l'OIT hanno dimostrato una desensibilizzazione verso alcuni allergeni alimentari. Tuttavia, ci sono ancora dubbi sulla durata della tolleranza al termine del trattamento. Quasi tutti gli studi escludono un grave rischio anafilassi allergene-indotta.

### Immunoterapia sublinguale
L'immunoterapia sublinguale (in sigla SLIT) comporta il mettere gocce o una compressa con estratti allergenici sotto la lingua. L'efficacia è ben documentata per alcune manifestazioni allergiche mentre è limitata per altre. Ha il grande vantaggio che il paziente, dopo il primo trattamento con la supervisione medica, può assumere trattamento a domicilio essendo il rischio di reazioni avverse particolarmente basso

### Immunoterapia nasale
L'immunoterapia nasale (in sigla LNIT) comporta l'esposizione ed inalazione attraverso il naso agli allergeni; studiata prevalentemente per le riniti allergiche è stata in molti casi sostituita dalla SLIT a causa di alcune sue limitazioni tecniche.